# Caroline Groot
Caroline Groot, née le 4 septembre 1997 à Andijk, est une coureuse cycliste handisport néerlandaise concourant en C5. Après le bronze en 2020, elle remporte l'or olympique en vitesse en 2024.

## Carrière
Elle fait des études de droit à l'université de Groningue. Enfant, elle commence le sport par le patinage de vitesse mais des complications à la suite d'une chirurgie au niveau des jambes, elle ne peut plus pratiquer et se tourne vers le cyclisme sur piste.
Caroline Groot remporte la médaille d'or du scratch C4-5 ainsi que celle du 500 m C5 aux Mondiaux sur piste 2018 . Elle termine également 4e de la poursuite individuelle C5. L'année suivante toujours aux championnats du monde, elle bat la Britannique Sarah Storey pour ramener l'or sur le 500 m C5 et conserve son titre l'année suivante.
Pour ses premiers Jeux paralympiques en 2020, Groot remporte le bronze sur le 500 m C4-5 derrière la Britannique Kadeena Cox et la Canadienne Kate O'Brien, en battant le record du monde C5 en 35.599. Lors des Jeux paralympiques d'été de 2024, Groot remporte la première médaille d'or de ces Jeux sur le 500 m C4-5.